# Lynn Loring
Lynn Loring (nacida Lynn Eileen Zimring; 14 de julio de 1943 – 23 de diciembre de 2023) fue una actriz y productora de televisión y cine estadounidense.

## Carrera
Nacida como Lynn Eileen Zimring en Manhattan, Loring comenzó a actuar con un papel en la serie antológica Studio One de la CBS. En 1951, a la edad de siete años, interpretó a Patti Barron en la telenovela Search for Tomorrow. Permaneció en el papel durante 10 años, hasta que se graduó en la escuela secundaria en 1961, después de lo cual exploró otras oportunidades, incluyendo apariciones en películas como Splendor in the Grass (1961) y Pressure Point (1962). Interpretó a la hija del personaje principal en The Jean Carroll Show (1953) en ABC.: 527  En 1962, también interpretó a la chica beatnik Edwina "Eddie" Kegel, el interés romántico de Maynard G. Krebs en dos episodios de The Many Loves of Dobie Gillis.
En 1963, interpretó a Patty Walker, una chica que, debido a su deseo de estudiar arte dramático en Londres, vivía con la familia del mejor amigo de su padre durante la guerra, mientras que la hija del amigo vivía con la familia de Patty en Nueva York, en la serie de comedia Fair Exchange. También en 1963, fue invitada como Maybelle en el episodio "Pa Hack's Brood" de Gunsmoke. Loring interpretó a Susan Foster en el episodio de 1964 "The Case of the Paper Bullets" en Perry Mason. También en 1964, interpretó a Filene en el episodio "Memo From Purgatory" de The Alfred Hitchcock Hour, así como a Bonnie Daniels en el episodio "Behind the Locked Door" de la misma serie. En 1965, interpretó a la forajida Maybelle Williams en "Judgement in Heaven", el episodio navideño de la serie wéstern The Big Valley.
Loring interpretó a Barbara Erskine, la hija del inspector Lewis Erskine (Efrem Zimbalist, Jr.), durante la primera temporada (1965-1966) de The F.B.I.: 337  En 1966, interpretó a la artista Carma Vasquez en el episodio "The Night of the Flaming Ghost" de The Wild Wild West y actuó como invitada en el papel de Laurie Ferguson en "Something Hurt, Something Wild", el primer episodio de la octava temporada de Bonanza. En 1967, actuó como invitada en dos episodios de The Man from U.N.C.L.E., "The Deadly Smorgasboard Affair" y "The Test-Tube Killer Affair". Otros trabajos en televisión incluyen el papel de Betty Anderson Harrington en Return to Peyton Place,: 890  así como papeles en Wagon Train, The Eleventh Hour, Daniel Boone, Bonanza y The Mod Squad. En 1970, actuó como invitada en el episodio 3 de la segunda temporada, titulado "The Shadow of a Dead Man" en Lancer, después de haber actuado como invitada en el episodio de la primera temporada, "Foley".
En 1975, dejó de actuar para dedicarse a la producción, tanto de películas para televisión como de largometrajes, como Mr. Mom (1983). En 1979, Loring trabajó como directora de casting para un telefilme, Raid on Coffeyville. Se dedicó a la producción y durante varios años mantuvo una fructífera colaboración con Aaron Spelling.[cita requerida] A finales de la década de 1980, fue nombrada presidenta de MGM/UA Television Productions.

## Vida personal y muerte
Loring estuvo casada con el actor Roy Thinnes desde 1967 hasta 1984, año en que se divorciaron. Tienen un hijo, Christopher Dylan Thinnes, y una hija, Casey-Leigh Thinnes. En 1967, Loring apareció con Thinnes en el episodio "Panic" de The Invaders. Thinnes y Loring interpretaron a marido y mujer en el largometraje de 1969 Journey to the Far Side of the Sun (título original: Doppelgänger) y en el telefilme de 1971 Black Noon. También aparecieron juntos en el telefilme de terror The Horror at 37,000 Feet (1973).
Loring se casó con el abogado Michael Bergman en 1988. Falleció en el Providence Cedars-Sinai Tarzana Medical Center de Tarzana, California, el 23 de diciembre de 2023, a la edad de 80 años.

## Filmografía
| Año  | Título                    | Papel       | Notas     |
| ---- | ------------------------- | ----------- | --------- |
| 1961 | Splendor in the Grass     | Carolyn     |           |
| 1962 | Pressure Point            | Chica judía |           |
| 1969 | Doppelgänger              | Sharon Ross |           |
| 1971 | Black Noon                | Lorna Keyes | Telefilme |
| 1973 | The Horror at 37,000 Feet | Manya       | Telefilme |
| 1975 | The Kansas City Massacre  | Vi Morland  | Telefilme |